# Nora de Liechtenstein
La princesa Nora de Liechtenstein (en alemán: Norberta Elisabeth Maria Assunta Josefine Georgine et omnes sancti von und zu Liechtenstein) es una princesa de Liechtenstein (Zúrich, Suiza, 31 de octubre de 1950). Es el cuarto de los cinco hijos, y única hija, del príncipe Francisco José II de Liechtenstein y de su esposa, la condesa Georgina de Wilczek. Recibe el tratamiento de Alteza Serenísima.

## Educación y vida profesional
La princesa Nora estudió en la Universidad de Ginebra y en Instituto Universitario de Altos Estudios Internacionales. 
Trabajó como asistente de investigación en el Banco Mundial, Washington D. C. (Estados Unidos); también en el Instituto Internacional para el Ambiente y el Desarrollo, en Londres (Gran Bretaña); colabora asimismo en la ayuda al desarrollo, organizaciones educativas de la iglesia católica.
Miembro del Comité Olímpico Internacional desde 1984. Fue presidenta del Comité Olímpico de Liechtenstein de 1982 a 1992 y se desempeña en la actualidad como presidenta del Comité Paralímpico de Liechtenstein, cargo que asumió en 2002.
Además, es miembro honorario de la Asociación Scout de Liechtenstein. De dicha asociación fue Guía Scout Jefe entre 1973 y 1989. 
También es presidenta de la Fundación Educación Activa y de la Fundación Solidaridad Humana.
La princesa reside en su finca «Vivencia Dehesa» de Valdepajares de Tajo, en Peraleda de la Mata (Cáceres), que compró con su futuro esposo en 1988. El paraje linda con la sierra de Guadalupe y la sierra de Gredos.
Entre sus deportes favoritos figuran: el buceo, la natación, la equitación y el esquí alpino.
«Vivencia Dehesa», nombre de su finca, es también el de la línea de cosméticos ecológicos que ha elaborado, «Vivencia Natural Skin Care». Se trata de unos productos que nacen a raíz de un proyecto de regeneración de la finca.
En 2016 fue nombrada finalista de los Premios Europeos de Empresa para el Medio Ambiente.
La princesa se autodefine como: 

Curiosa, con cierta inquietud espiritual. Me gusta la música clásica, Mozart y de la música moderna Los Beatles.

## Vida personal
El 11 de junio de 1988 se casó en la iglesia parroquial de San Florián, en Vaduz, con Vicente Sartorius y Cabeza de Vaca, IV marqués de Mariño (1931-2002). Él era el padre de Isabel Sartorius y de sus hermanos, Cecilia y Luis José, V marqués de Mariño.
La pareja tuvo una hija:
- María Teresa Sartorius y de Liechtenstein (nacida el 21 de noviembre de 1992 en Madrid, España).

La princesa Nora es la madrina de bautismo de la princesa Leticia María de Bélgica, archiduquesa de Austria-Este, hija menor de la princesa Astrid de Bélgica.
Su hija María Teresa se instaló en Nueva York para trabajar junto a Aerin Lauder.

## Títulos y estilos
- 31 de octubre de 1950 - 11 de junio de 1988: Su Alteza Serenísima la princesa Nora de Liechtenstein, condesa de Rietberg.
- 11 de junio de 1988 - 22 de julio de 2002: Su Alteza Serenísima la princesa Nora de Liechtenstein, condesa de Rietberg, marquesa de Mariño.
- 22 de julio de 2002 - presente Su Alteza Serenísima la princesa Nora de Liechtenstein, condesa de Rietberg, marquesa viuda de Mariño.

## Distinciones honoríficas

### Distinciones honoríficas liechtensteinianas
- Medalla conmemorativa del 70.º Aniversario de Francisco José II (16/08/1976).[5]

## Árbol genealógico
|  |                                                                     |  |  |  |  |  |  |  |  |  |  |  |  |  |  |  |
|  | 16. Príncipe Francisco de Paula de Liechtenstein                    |  |  |  |  |  |  |  |  |  |  |  |  |  |  |  |
|  |                                                                     |  |  |  |  |  |  |  |  |  |  |  |  |  |  |  |
|  |                                                                     |  |  |  |  |  |  |  |  |  |  |  |  |  |  |  |
|  | 8. Príncipe Alfredo Luis de Liechtenstein                           |  |  |  |  |  |  |  |  |  |  |  |  |  |  |  |
|  |                                                                     |  |  |  |  |  |  |  |  |  |  |  |  |  |  |  |
|  |                                                                     |  |  |  |  |  |  |  |  |  |  |  |  |  |  |  |
|  | 17. Condesa Julia Eudoxia Potocka-Piława                            |  |  |  |  |  |  |  |  |  |  |  |  |  |  |  |
|  |                                                                     |  |  |  |  |  |  |  |  |  |  |  |  |  |  |  |
|  |                                                                     |  |  |  |  |  |  |  |  |  |  |  |  |  |  |  |
|  | 4. Príncipe Luis Gonzaga de Liechtenstein                           |  |  |  |  |  |  |  |  |  |  |  |  |  |  |  |
|  |                                                                     |  |  |  |  |  |  |  |  |  |  |  |  |  |  |  |
|  |                                                                     |  |  |  |  |  |  |  |  |  |  |  |  |  |  |  |
|  | 18. Príncipe Luis II de Liechtenstein                               |  |  |  |  |  |  |  |  |  |  |  |  |  |  |  |
|  |                                                                     |  |  |  |  |  |  |  |  |  |  |  |  |  |  |  |
|  |                                                                     |  |  |  |  |  |  |  |  |  |  |  |  |  |  |  |
|  | 9. Princesa Enriqueta María de Liechtenstein                        |  |  |  |  |  |  |  |  |  |  |  |  |  |  |  |
|  |                                                                     |  |  |  |  |  |  |  |  |  |  |  |  |  |  |  |
|  |                                                                     |  |  |  |  |  |  |  |  |  |  |  |  |  |  |  |
|  | 19. Condesa Francisca de Paula Kinsky de Wchinitz y Tettau          |  |  |  |  |  |  |  |  |  |  |  |  |  |  |  |
|  |                                                                     |  |  |  |  |  |  |  |  |  |  |  |  |  |  |  |
|  |                                                                     |  |  |  |  |  |  |  |  |  |  |  |  |  |  |  |
|  | 2. Príncipe Francisco José II de Liechtenstein                      |  |  |  |  |  |  |  |  |  |  |  |  |  |  |  |
|  |                                                                     |  |  |  |  |  |  |  |  |  |  |  |  |  |  |  |
|  |                                                                     |  |  |  |  |  |  |  |  |  |  |  |  |  |  |  |
|  | 20. Archiduque Francisco Carlos de Austria                          |  |  |  |  |  |  |  |  |  |  |  |  |  |  |  |
|  |                                                                     |  |  |  |  |  |  |  |  |  |  |  |  |  |  |  |
|  |                                                                     |  |  |  |  |  |  |  |  |  |  |  |  |  |  |  |
|  | 10. Archiduque Carlos Luis de Austria                               |  |  |  |  |  |  |  |  |  |  |  |  |  |  |  |
|  |                                                                     |  |  |  |  |  |  |  |  |  |  |  |  |  |  |  |
|  |                                                                     |  |  |  |  |  |  |  |  |  |  |  |  |  |  |  |
|  | 21. Princesa Sofía Federica de Baviera                              |  |  |  |  |  |  |  |  |  |  |  |  |  |  |  |
|  |                                                                     |  |  |  |  |  |  |  |  |  |  |  |  |  |  |  |
|  |                                                                     |  |  |  |  |  |  |  |  |  |  |  |  |  |  |  |
|  | 5. Archiduquesa Isabel Amalia de Austria                            |  |  |  |  |  |  |  |  |  |  |  |  |  |  |  |
|  |                                                                     |  |  |  |  |  |  |  |  |  |  |  |  |  |  |  |
|  |                                                                     |  |  |  |  |  |  |  |  |  |  |  |  |  |  |  |
|  | 22. Rey Miguel I de Portugal                                        |  |  |  |  |  |  |  |  |  |  |  |  |  |  |  |
|  |                                                                     |  |  |  |  |  |  |  |  |  |  |  |  |  |  |  |
|  |                                                                     |  |  |  |  |  |  |  |  |  |  |  |  |  |  |  |
|  | 11. Infanta María Teresa de Portugal                                |  |  |  |  |  |  |  |  |  |  |  |  |  |  |  |
|  |                                                                     |  |  |  |  |  |  |  |  |  |  |  |  |  |  |  |
|  |                                                                     |  |  |  |  |  |  |  |  |  |  |  |  |  |  |  |
|  | 23. Princesa Adelaida de Löwenstein-Wertheim-Rosenberg              |  |  |  |  |  |  |  |  |  |  |  |  |  |  |  |
|  |                                                                     |  |  |  |  |  |  |  |  |  |  |  |  |  |  |  |
|  |                                                                     |  |  |  |  |  |  |  |  |  |  |  |  |  |  |  |
|  | 1. Princesa Nora de Liechtenstein                                   |  |  |  |  |  |  |  |  |  |  |  |  |  |  |  |
|  |                                                                     |  |  |  |  |  |  |  |  |  |  |  |  |  |  |  |
|  |                                                                     |  |  |  |  |  |  |  |  |  |  |  |  |  |  |  |
|  | 24. Conde Juan Nepomuceno de Wilczek                                |  |  |  |  |  |  |  |  |  |  |  |  |  |  |  |
|  |                                                                     |  |  |  |  |  |  |  |  |  |  |  |  |  |  |  |
|  |                                                                     |  |  |  |  |  |  |  |  |  |  |  |  |  |  |  |
|  | 12. Conde Juan Nepomuceno de Wilczek                                |  |  |  |  |  |  |  |  |  |  |  |  |  |  |  |
|  |                                                                     |  |  |  |  |  |  |  |  |  |  |  |  |  |  |  |
|  |                                                                     |  |  |  |  |  |  |  |  |  |  |  |  |  |  |  |
|  | 25. Condesa Emma María Emo Capodilista                              |  |  |  |  |  |  |  |  |  |  |  |  |  |  |  |
|  |                                                                     |  |  |  |  |  |  |  |  |  |  |  |  |  |  |  |
|  |                                                                     |  |  |  |  |  |  |  |  |  |  |  |  |  |  |  |
|  | 6. Conde Fernando María de Wilczek                                  |  |  |  |  |  |  |  |  |  |  |  |  |  |  |  |
|  |                                                                     |  |  |  |  |  |  |  |  |  |  |  |  |  |  |  |
|  |                                                                     |  |  |  |  |  |  |  |  |  |  |  |  |  |  |  |
|  | 26. Fernando Buenaventura, VII príncipe Kinsky de Wchinitz y Tettau |  |  |  |  |  |  |  |  |  |  |  |  |  |  |  |
|  |                                                                     |  |  |  |  |  |  |  |  |  |  |  |  |  |  |  |
|  |                                                                     |  |  |  |  |  |  |  |  |  |  |  |  |  |  |  |
|  | 13. Condesa Isabel Guillermina Kinsky de Wchinitz y Tettau          |  |  |  |  |  |  |  |  |  |  |  |  |  |  |  |
|  |                                                                     |  |  |  |  |  |  |  |  |  |  |  |  |  |  |  |
|  |                                                                     |  |  |  |  |  |  |  |  |  |  |  |  |  |  |  |
|  | 27. Princesa María Josefa de Liechtenstein                          |  |  |  |  |  |  |  |  |  |  |  |  |  |  |  |
|  |                                                                     |  |  |  |  |  |  |  |  |  |  |  |  |  |  |  |
|  |                                                                     |  |  |  |  |  |  |  |  |  |  |  |  |  |  |  |
|  | 3. Condesa Georgina Norberta de Wilczek                             |  |  |  |  |  |  |  |  |  |  |  |  |  |  |  |
|  |                                                                     |  |  |  |  |  |  |  |  |  |  |  |  |  |  |  |
|  |                                                                     |  |  |  |  |  |  |  |  |  |  |  |  |  |  |  |
|  | 28. Conde Juan Bautista Kinsky de Wchinitz y Tettau                 |  |  |  |  |  |  |  |  |  |  |  |  |  |  |  |
|  |                                                                     |  |  |  |  |  |  |  |  |  |  |  |  |  |  |  |
|  |                                                                     |  |  |  |  |  |  |  |  |  |  |  |  |  |  |  |
|  | 14. Conde Octavio Sidonio Kinsky de Wchinitz y Tettau               |  |  |  |  |  |  |  |  |  |  |  |  |  |  |  |
|  |                                                                     |  |  |  |  |  |  |  |  |  |  |  |  |  |  |  |
|  |                                                                     |  |  |  |  |  |  |  |  |  |  |  |  |  |  |  |
|  | 29. Ifigenia Teresa Dadányi de Gyülvész                             |  |  |  |  |  |  |  |  |  |  |  |  |  |  |  |
|  |                                                                     |  |  |  |  |  |  |  |  |  |  |  |  |  |  |  |
|  |                                                                     |  |  |  |  |  |  |  |  |  |  |  |  |  |  |  |
|  | 7. Condesa Norbertina Kinsky de Wchinitz y Tettau                   |  |  |  |  |  |  |  |  |  |  |  |  |  |  |  |
|  |                                                                     |  |  |  |  |  |  |  |  |  |  |  |  |  |  |  |
|  |                                                                     |  |  |  |  |  |  |  |  |  |  |  |  |  |  |  |
|  | 30. Conde Jorge Ladislao Festétics de Tólna                         |  |  |  |  |  |  |  |  |  |  |  |  |  |  |  |
|  |                                                                     |  |  |  |  |  |  |  |  |  |  |  |  |  |  |  |
|  |                                                                     |  |  |  |  |  |  |  |  |  |  |  |  |  |  |  |
|  | 15. Condesa Georgina Ernestina Festétics de Tólna                   |  |  |  |  |  |  |  |  |  |  |  |  |  |  |  |
|  |                                                                     |  |  |  |  |  |  |  |  |  |  |  |  |  |  |  |
|  |                                                                     |  |  |  |  |  |  |  |  |  |  |  |  |  |  |  |
|  | 31. Condesa Eugenia Bárbara Erdödy de Monyrókerék y Monoszló        |  |  |  |  |  |  |  |  |  |  |  |  |  |  |  |
|  |                                                                     |  |  |  |  |  |  |  |  |  |  |  |  |  |  |  |
|  |                                                                     |  |  |  |  |  |  |  |  |  |  |  |  |  |  |  |